# Гетисбург (Охајо)
Гетисбург (енгл. Gettysburg) град је у америчкој држави Охајо.

## Демографија
По попису из 2010. године број становника је 513, што је 45 (-8,1%) становника мање него 2000. године.
| Група             | 2000.       | 2010.       |
| Белци             | 533 (95,5%) | 499 (97,3%) |
| Афроамериканци    | 4 (0,7%)    | 2 (0,4%)    |
| Азијати           | 5 (0,9%)    | 1 (0,2%)    |
| Хиспаноамериканци | 4 (0,7%)    | 3 (0,6%)    |
| Укупно            | 558         | 513         |